# Cinnamomum bractefoliaceum
Cinnamomum bractefoliaceum är en lagerväxtart som beskrevs av F. G. Lorea-hernandez. Cinnamomum bractefoliaceum ingår i släktet Cinnamomum och familjen lagerväxter. Inga underarter finns listade i Catalogue of Life.